# Melchior Frommel
Melchior Frommel (* 2. März 1937 in Münster/Taunus) ist ein deutscher Gymnasiallehrer im Ruhestand, bildender Künstler und Herausgeber.

## Leben
Frommel wurde 1937 in Münster im Taunus als Sohn des Komponisten Gerhard Frommel und seiner Frau Gertrud geboren. Sein Großvater war der evangelische Theologe und Schriftsteller Otto Frommel.
Nach der Ausbombung in Bad Homburg vor der Höhe im Mai 1941 hielt sich die Familie bis 1947 im Schwarzwald auf. Bis 1956 besuchte Frommel das humanistische Gymnasium in Heidelberg und absolvierte anschließend ein Lehrjahr beim Maler Karl Rödel in Mannheim.
Von 1957 bis 1963 besuchte er die Kunstakademie in München. Er lernte 1957 die Künstlerin Margret Bilger in Taufkirchen an der Pram kennen. Mit ihr besuchte er den 80-jährigen Alfred Kubin in Zwickledt. Im Herbst 1958 war Frommel auf der Insel Samos als Zeichner bei archäologischen Ausgrabungen unter Ernst Buschor beteiligt.
1960 absolvierte er im Kloster Schlierbach in Oberösterreich ein Praktikum der Glasmalerei bei Odilo Kurka und Margret Bilger. 1963 heiratete er seine Frau Franziska, mit der er insgesamt vier Kinder (und fünf Enkelkinder) hat. Von 1965 bis 1973 war Frommel Kunst- und Deutschlehrer am Gymnasium Laufen an der Salzach, 1973 bis 1979 an der Deutschen Schule Thessaloniki, von 1979 bis 1998 am Gymnasium Oberhaching bei München. In den Schulen redigierte er die jährlich erscheinenden Jahresberichte. Seit 1998 lebt Melchior Frommel als Studiendirektor im Ruhestand in München und in Oberschlierbach, Oberösterreich.
Der Kunsthistoriker Christoph Luitpold Frommel ist sein Bruder.

## Werk
Frommel trat hervor als Zeichner und als Herausgeber von Künstlermonografien, insbesondere zu Leben und Werk von Margret Bilger. Sein malerisches Schaffen blieb auf die 1950er bis 1970er Jahre beschränkt. Ein 1961 entstandenes Rundfenster in der Steinglastechnik ‚Der gute Hirte’ befindet sich in der Schlierbacher Filialkirche in Sautern.
In seinem zeichnerischen Werk konzentrierte sich Melchior Frommel auf Federzeichnungen nach Gesichtern. Die linearen griechischen sind von den österreichischen mit Binnenzeichnung, die den Einfluss von Kubin verraten, deutlich unterschieden.

## Ausstellungen
- 1965 und 1966: Galerie Bejvl, Linz
- 1970: Gymnasium Laufen an der Salzach
- 1978: Galerie Panselinos, Thessaloniki
- 2010: Galerie Neunzendorf, Ried im Traunkreis, Oberösterreich
- 2012: Bilger-Breustedt-Haus, Taufkirchen an der Pram
- 2017: Galerie Neunzendorf, Ried im Traunkreis, Oberösterreich
- 2020: Bilger-Breustedt-Haus, Taufkirchen an der Pram, Oberösterreich

## Buchveröffentlichungen

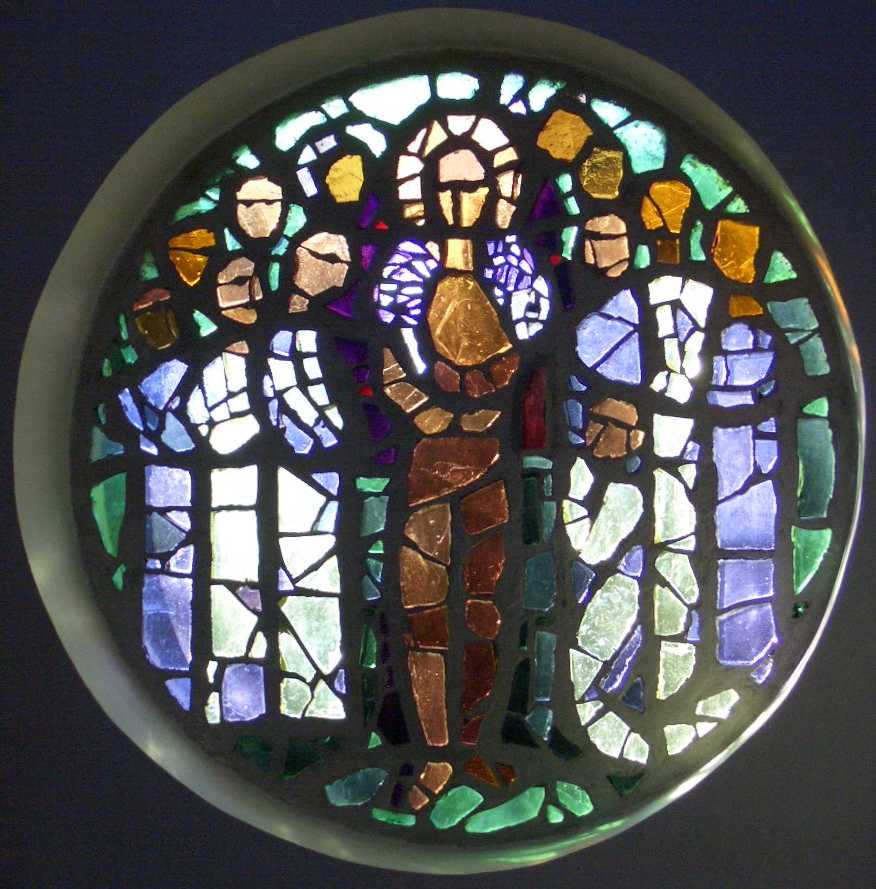

- Margret Bilger. Die Holzrisse, mit einem vollständigen Werkkatalog, Österr. Graphiker IX., Edition Tusch, Wien 1973
- Margret Bilger. Die Porträtzeichnungen. Das Menschenbild einer Frau. Schärding 1986
- Margret Bilger. Holzrisse, Zeichnungen, Glasfenster. Hg. mit Otto Breicha, Salzburg 1988
- Margret Bilger. Das malerische Werk. Hg. mit Peter Assmann, Linz 1997
- Margret Bilger in Taufkirchen an der Pram. Schärding 1996; 2. Auflage, Aspach 2004
- Margret Bilger – Alfred Kubin. Briefwechsel. Hg. mit F.X. Hofer, Schärding 1997
- Choi Yong Shim. Glasmalerei. Regensburg 1998
- Enzio Meyer-Borchert 1927–1995, Werk und Leben. Leipzig 2000
- Wendelin Ludwig. Stabhochspringer. Sämtliche Gedichte. Potsdam 2004
- Silvio Siermann. Keramik – Lyrik. Hg. mit Luca Siermann, Heidelberg 2007
- Irms Ring-Bilger. Zeichnungen und Bildteppiche. Edition Bilger-Haus, Weitra 2010
- Thuri Lorenz. Die Größe des Mondes betreffend. 80 Federzeichnungen. Würzburg 2011
- L. F. Cap – persona inverosimile. Würzburg 2012
- Odilo Kurka. Glasmaler in Schlierbach. Hg. mit Bernhard Kurka, Munderfing 2016
- Teresa Wielend. 'Schmerz vor Tag' Eine Künstlerfreundschaft. Margret Bilgers Holzrisse zu Gedichten von Theodor Sapper. Mit Erinnerungen von Hilda Sapper, Weitra 2017
- Jolaos Ghalanis (Heim Harro Scheiner). Die Theofilos-Legende. Ein Traumerlebnis. Hg. mit Georgios Scheiner-Bobis, Würzburg 2017
- Wille Poll. Aquarelle. Privatdruck, Hg. Vreni Poll-Frommel, Louis van der Borch, München 2017
- THURI 1931 – 2017, Erinnerungssplitter. Texte und Fotos von zahlreichen Beiträgern. Privatdruck Oberschlierbach 2017
- Hannes Gstöttenmayr. Ausgewählte Werke bis 2017 mit Texten von Eric Ess, Heimo Kuchling, Norbert Leo Müller, Munderfing 2018
- Beatrice Frehn. Weiße Ziegen in der Dunkelkammer. Erinnerungen, Privatdruck Kirchdorf an der Krems, 2019
- Margret Bilger in Wort und Bild. Gedichte; Briefauszüge; Die acht bildnerischen Gattungen; Biographie; Literatur. Weitra, Taufkirchen an der Pram 2019
- Frederick Sprague, USA, zu Besuch in Österreich 1950er Jahre, Privatdruck Verein Bilger-Haus Taufkirchen an der Pram, 2020

## Aufsätze (Auswahl)
- Johann Michael Rottmayr: Sankt Bernhard erweckt Tote. Zu einem durch Brand vernichteten Altarbild in der Stiftskirche Schlierbach; in: Gymnasium Laufen, Jahresbericht 1969/70
- Kunst darf nicht verführen. Meine Erinnerung an den Maler Hans Breustedt. In: Hans Joachim Breustedt. Hg. Peter Assmann, OÖ. Landesmuseum, Linz 1997
- Bemerkungen zur Biographie Friedrich Martinottos. In: Friedrich Martinotto. Hg. Susanne Himmelheber und Karl-Ludwig Hofmann, Heidelberg 2006
- Anheimfall. Acht Gedichtzyklen von F.W. Buri. In: Een Vogel op je Schoulder. Erinnerungen an F.W. Buri. Hg. Marianne Stern, Amsterdam 2010